# شعيرة (وحدة)

مخطط للوحدات الإمبراطورية والعرفية.

الشَّعيرة هي وحدة إنجليزية طولها  تساوي ثلث بوصة (أي نحو 8.47 مـم). لا يزال يستخدم لمقاسات الأحذية في البلدان الناطقة باللغة الإنجليزية.

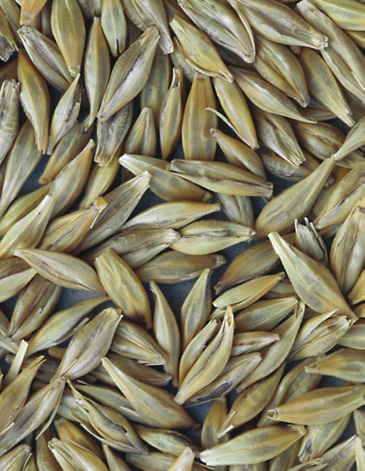
حبوب الشعير